# World Information Service on Energy
WISE, het World Information Service on Energy is een antikernenergieorganisatie die is opgericht in 1978 als informatie- en netwerkcentrum voor burgers en organisaties die zich zorgen maken over kernenergie, radioactief afval en straling. WISE voert campagne voor veilige energie, onder andere energiebesparing en duurzame energie.
WISE werkt samen met het Amerikaanse NIRS, het Nuclear Information and Resource Service. Samen met NIRS publiceren ze elke twee weken de "Nuclear Monitor" waarin het wel en wee van de kernenergieindustrie uit de doeken wordt gedaan.
WISE werkt nauw samen met Laka in Amsterdam.

## Internationale bureaus
WISE heeft bureaus in Amsterdam, Argentinië, Oekraïne, Oostenrijk, India, Japan, Rusland, Slowakije, Tsjechië, Zuid-Afrika, en in Zweden. WISE Uranium houdt zich bezig met de milieu en gezondheidseffecten van uraniumwinning en kernbrandstofproductie. Dit bureau wordt gerund door Peter Diehl vanuit Duitsland.